# Football Club Legnano 1917-1918
Questa pagina raccoglie le informazioni riguardanti il Football Club Legnano nelle competizioni ufficiali della stagione 1917-1918.

## Stagione

Angelo Cameroni, al Legnano dal 1916 al 1920 e dal 1921 al 1925. Il 18 gennaio 1920, durante la sua militanza nei Lilla, giocò la sua unica partita con la Nazionale italiana

L'attività federale della stagione 1917-1918 continua ad essere sospesa per la partecipazione dell'Italia al primo conflitto mondiale. La squadra partecipa con successo a tornei organizzati da società affiliate alla F.I.G.C. aggiudicandosi la Coppa Saronno e giungendo 3ª nella Coppa Mauro.
Degni di nota sono due avvenimenti accaduti durante la Coppa Mauro. Nella seconda giornata il Legnano viene sconfitto in casa dal Milan per 3 a 2, ma viene decretato un 2 a 0 a tavolino a favore dei rossoneri a causa di alcuni incidenti scoppiati fuori e dentro il campo di gioco. Nell'occasione, al campo di via Lodi viene comminata una squalifica, che è la prima subita da una campo da gioco del Legnano.
Il secondo avvenimento degno di nota accade all'undicesima giornata, quando il Legnano sconfigge l'Inter per 1 a 0 grazie a una rete in sospetto fuorigioco di Achille Malaspina. In seguito alle proteste dei nerazzurri, la F.I.G.C., dopo la dodicesima giornata, che vede il Legnano vittorioso per 8 a 0 sull'Enotria, Il Comitato Regionale Lombardo decreta la ripetizione della partita riconoscendo l'errore arbitrale di Rigoletto Trezzi in occasione della rete di Malaspina.
Ma sugli organi di informazione sportiva dell'epoca viene rivelato che l'Inter aveva proposto due reclami: il primo per posizione irregolare di Luigi Barbesino, che invece risultò essere stato regolarmente concesso in prestito dal Casale, e il reclamo venne bocciato.
Si disse che il povero arbitro Rigoletto Trezzi venne convocato presso la sede del Comitato Regionale Lombardo (in via Melchiorre Gioia, abitazione del Trinchieri) dal commissario regionale Mario Trinchieri e dal suo segretario Gian Guido Piazza (del Milan), e dopo una lunga e pressante torchiatura gli si era fatto ammettere l'errore tecnico inesistente.
Il Legnano minacciò di uscire dalla F.I.G.C. e di aderire all'ULIC ritirandosi dalla Coppa Mauro, e il suo gesto stava per essere imitato dall'Enotria, dal Saronno e dal Nazionale Lombardia. Il C.R.L. di fronte allo scandalo proposero in un primo momento al Legnano la ripetizione della partita con l'Inter, che per esigenze di calendario fu messa in coda alla fine del girone di ritorno.
Per protesta i dirigenti del Legnano decidono di non partecipare al recupero dell'incontro contro l'Inter da loro dichiarata regolare, scelta che causa una sconfitta a tavolino per 2 a 0 e l'esclusione dei lilla dal campionato, con le restanti partite non ancora recuperate perse anch'esse a tavolino per 2 a 0 (compreso il recupero della sesta giornata, che non si disputa perché il Legnano era già stato escluso dal torneo). A Coppa Mauro conclusa, lo strappo tra le dirigenze delle due squadre venne ricucito in sede di assemblea regionale per il rinnovo delle cariche (1918-1919) visto che sia del Trinchieri che del Piazza, dimissionari, fu chiesta la radiazione da ogni carica federale.

## Divise
| Casa |

## Organigramma societario
Area direttiva
- Presidente: sen. Antonio Bernocchi

Area tecnica
- Commissione tecnica: Primo Colombo, Adamo Bonacina e Giuseppe Venegoni

## Rosa
| N. |                     | Ruolo | Calciatore      |
| -- | ------------------- | ----- | --------------- |
|    | Italia (bandiera)   | P     | Angelo Cameroni |
|    | Italia (bandiera)   | D     | Bonansea        |
|    | Italia (bandiera)   | D     | Osvaldo Colombo |
|    | Italia (bandiera)   | D     | Primo Colombo   |
|    | Svizzera (bandiera) | D     | Indermühle      |
|    | Italia (bandiera)   | D     | Luigi Pirovano  |
|    | Italia (bandiera)   | C     | Luigi Barbesino |
|    | Italia (bandiera)   | C     | Chiappa         |

| N. |                   | Ruolo | Calciatore        |
| -- | ----------------- | ----- | ----------------- |
|    | Italia (bandiera) | C     | Marchiaro         |
|    | Italia (bandiera) | C     | Pariani           |
|    | Italia (bandiera) | C     | Tozzini           |
|    | Italia (bandiera) | C     | Pierino Sodano    |
|    | Italia (bandiera) | A     | Achille Malaspina |
|    | Italia (bandiera) | A     | Giacomo Conconi   |
|    | Italia (bandiera) | A     | Mario Crespi      |
|    | Italia (bandiera) | A     | Italo Rossi       |

## Risultati

### Coppa Mauro

#### Girone d'andata
Il Legnano osserva il turno di riposo alla prima giornata il 7 ottobre 1917.
| 14 ottobre 1917 2ª giornata | Legnano          | 0 – 2 | Milan | \| Arbitro: \| Barnabò (Milano) \| |
| Arbitro:                    | Barnabò (Milano) |       |       |                                    |

| Arbitro: | Onore Balla (Milano) |

|                               |           |                                                  |
| Balzarini 30’ De Ambrosis 38’ | Marcatori | 6’, 44’ Sodano 39’ (rig.) Pirovano 42’ Colombo I |

| Arbitro: | Sessa (Milano) |

|                         |           |            |
| Scheidler 44’ Lanzi 75’ | Marcatori | 22’ Sodano |

| Arbitro: | Barnabò (Milano) |

|                         |           |             |
| Sodano ?’, ?’ Crespi ?’ | Marcatori | ?’ Brunelli |

| 11 novembre 1917 6ª giornata | Legnano | 0 – 2 | Saronno |  |

| Arbitro: | Barnabò (Milano) |

|                                                    |           |               |
| Malaspina 40’ Colombo I 62’ Conconi 70’ Sodano 89’ | Marcatori | 5’ Martinelli |

#### Girone di ritorno
Il Legnano osserva il turno di riposo alla prima giornata il 25 novembre 1917.
| Arbitro: | Barnabò (Milano) |

|              |           |                        |
| Soldera I 1’ | Marcatori | 3’ Pirovano 69’ Sodano |

| Arbitro: | Onore Balla (Milano) |

|                                                             |           |            |
| Malaspina 10’, 69’ Pirovano 35’ (rig.) Sodano 65’, 80’, 85’ | Marcatori | 1’ Colombo |

| 16 dicembre 1917 11ª giornata | Legnano         | 0 – 2 | Inter | \| Arbitro: \| Trezzi (Milano) \| |
| Arbitro:                      | Trezzi (Milano) |       |       |                                   |

| Arbitro: | Crivelli (Milano) |

|  |           | |
|  | Marcatori | p.t.’ Rossi p.t.’, s.t.’ Malaspina p.t.’, s.t.’ Crespi p.t.’ Barbesino p.t.’ Conconi s.t..’ Sodano |

| 30 dicembre 1917 13ª giornata | Saronno | 0 – 2 | Legnano |  |

| 13 gennaio 1918 14ª giornata | Nazionale Lombardia | 2 – 0 | Legnano |  |

## Statistiche

### Statistiche di squadra
| Competizione | Punti | Totale | Totale | Totale | Totale | Totale | Totale | DR  |
| Competizione | Punti | G      | V      | N      | P      | Gf     | Gs     | DR  |
| ------------ | ----- | ------ | ------ | ------ | ------ | ------ | ------ | --- |
| Coppa Mauro  | 14    | 12     | 7      | 0      | 5      | 30     | 16     | +14 |

### Statistiche dei giocatori
| Giocatore    | Tornei di guerra | Tornei di guerra |
| Giocatore    | Presenze         | Reti             |
| ------------ | ---------------- | ---------------- |
| L. Barbesino | ?                | ?                |
| Bonansea     | ?                | ?                |
| A. Cameroni  | ?                | ?                |
| Chiappa      | ?                | ?                |
| P. Colombo   | ?                | ?                |
| O. Colombo   | ?                | ?                |
| Conconi      | ?                | ?                |
| M. Crespi    | ?                | ?                |
| Indermühle   | ?                | ?                |
| A. Malaspina | ?                | ?                |
| Marchiaro    | ?                | ?                |
| Pariani      | ?                | ?                |
| L. Pirovano  | ?                | ?                |
| I. Rossi     | ?                | ?                |
| P. Sodano    | ?                | ?                |
| Tozzini      | ?                | ?                |